# Sinuhé, l'egipci (pel·lícula)
Sinuhé, l'egipci (títol original en anglès The Egyptian) és una pel·lícula estatunidenca de 1954 dirigida per Michael Curtiz, basada en la novel·la homònima de Mika Waltari. Va estar nominada a l'Oscar a la millor fotografia en color, per Leon Shamroy, i Bella Darvi va guanyar el Globus d'Or a l'actriu revelació de l'any per la seva interpretació.

## Argument
Tebes, any 1330 aC. Sinuhé (Edmund Purdom) és abandonat a les aigües del riu Nil i és recollit per un matrimoni; estudia medecina i fa amistat amb Horemheb (Victor Mature). Un dia salven la vida del nou faraó Akhenaton (Michael Wilding) durant una cacera de lleons, i aquest agafa Sinuhé com a metge de la cort, qui s'acaba enamorant de Nefer (Bella Darvi).

## Repartiment
- Edmund Purdom: Sinuhé
- Victor Mature: Horemheb
- Jean Simmons: Merit
- Bella Darvi: Nefer
- Gene Tierney: Baketamon
- Michael Wilding: Akhenaton
- Peter Ustinov: Kaptah
- Judith Evelyn: Tiy
- Henry Daniell: Mekere
- John Carradine: lladre de tombes
- Carl Benton Reid: Senmut
- Tommy Rettig: Thoth
- Anitra Stevens: reina Nefertiti

## Al voltant de la pel·lícula
En un principi Marlon Brando havia de fer el paper de Sinuhé, però poc abans de començar el rodatge va ser canviat per Edmund Purdom.

## Guardons[6]
Premis
- 1954: Globus d'Or a l'actriu revelació de l'any per Bella Darvi

Nominacions
- 1955: Oscar a la millor fotografia per Leon Shamroy